# Uhrwerk Orange (Roman)
Uhrwerk Orange oder Die Uhrwerk-Orange (englisch A Clockwork Orange) ist ein 1962 veröffentlichter dystopischer Roman von Anthony Burgess. Stanley Kubrick verfilmte das Werk 1971 unter gleichem Titel. Das Magazin Time zählt diesen Roman zu den besten 100 englischsprachigen Romanen, die zwischen 1923 und 2005 veröffentlicht wurden. 2015 wählten 82 internationale Literaturkritiker und -wissenschaftler den Roman zu einem der bedeutendsten britischen Romane.

## Titel
Burgess hat die Herkunft und die Bedeutung des Buchtitels wiederholt erläutert. Demnach hörte er die Formulierung „as queer as a clockwork orange“ zum ersten Mal um die Zeit des Zweiten Weltkriegs in einem Londoner Pub. Auf Deutsch bedeutet der Ausspruch ungefähr so viel wie „jemand sei so panne wie eine Uhrwerk-Orange“. Es handelt sich hierbei um eine alte Redewendung aus dem Cockney-Slang und meint eine Verrücktheit wider die Natur, denn was „könnte bizarrer sein als die Vorstellung einer Uhrwerk-Orange?“ In den romanischen Sprachen wurde der Ausdruck auch als „mechanische Orange“ übersetzt (zum Beispiel in Italien: Arancia meccanica). Burgess war von der Wendung so fasziniert, dass er sie unbedingt für einen Text verwenden wollte.

## Inhalt

### Handlung
Der Roman spielt im England der nahen Zukunft. Alex, ein eigentlich intelligenter Teenager, erzählt seine Geschichte selbst: Aus Spaß an der Gewalt verbringen er und seine drei Freunde ihre Zeit damit, wahllos wehrlose Opfer brutal zusammenzuschlagen, auszurauben und, sofern diese Frauen sind, zu vergewaltigen. Schlägereien und Messerstechereien mit anderen Banden, mit denen sie um die Vorherrschaft in ihrer Gegend konkurrieren, sind an der Tagesordnung. Es werden in Milch aufgelöste synthetische Drogen wie Drenchrom, Synthemesc und Vellocet konsumiert. Die Polizei steht dem herrschenden Verbrechen weitestgehend machtlos gegenüber und verkommt teilweise selbst zum Schlägertrupp. Alex’ Eltern sind unfähig, auch nur zu versuchen, auf ihn Einfluss zu nehmen. Er respektiert sie nicht im Geringsten.
Alex’ Freunde sind mit seiner Führungsrolle in der Gruppe nicht mehr zufrieden. Es gibt Unstimmigkeiten, und bei einem ihrer Raubzüge lassen sie ihn im Stich und überlassen ihn der nahenden Polizei. Das Opfer ihres Verbrechens stirbt unglücklicherweise an den Misshandlungen, sodass Alex wegen Mordes angeklagt und zu 14 Jahren Haft verurteilt wird.
Wegen seines unterwürfigen Verhaltens wird Alex für ein neuartiges Experiment der Gehirnwäsche vorgeschlagen, welches ihn zu einem guten Bürger umerziehen soll. Dabei wird er so konditioniert, dass er unfähig zur Gewalt wird, weil ihm der Gedanke an Gewalt sofort Übelkeit verursacht. Seine moralische Einstellung zur Gewalt ändert sich dadurch allerdings nicht. Im Vorfeld warnte ihn der Gefängnispfarrer vor den Konsequenzen:

“If a man cannot choose he ceases to be man.”

„Wenn ein Mensch nicht wählen kann, hört er auf, Mensch zu sein.“

Nach der 14-tägigen Behandlung wird Alex als „geheilt“ in die Freiheit entlassen. Zunehmend wird deutlich, dass auch in die Gesellschaft integrierte Bürger ihm „ein paar verpassen“ wollen, da sie jetzt die Möglichkeit haben. Er trifft auf einige seiner Opfer und wird zusammengeschlagen.
Eins seiner Opfer (dessen Frau Alex vergewaltigt hat) engagiert sich – ironischerweise – gegen die Brutalität und Unmenschlichkeit des staatlichen Systems. Er versucht, Alex in den Selbstmord zu treiben, um von seinem Tod politisch zu profitieren, aber auch, weil ihm durch einen Zufall bewusst wird, wer dieses „Opfer der modernen Gesellschaft“ tatsächlich ist. Alex überlebt jedoch und erwacht im Krankenhaus. Fortan ist er wieder zur Gewalt fähig.
Die politischen Machthaber arrangieren sich mit ihm, um bei der anstehenden Wahl nicht unter seiner Geschichte leiden zu müssen. Der Systemgegner wird weggesperrt. Alex erhält einen gutbezahlten Job und findet neue Freunde, mit denen er wiederum Unheil stiftet. Doch die Gewalt macht ihm keinen Spaß mehr. Er merkt, dass er älter wird, und als er einen seiner früheren „Droogs“ (Nadsat für „Kumpels“) trifft, der gerade eine Familie gegründet hat, träumt er selbst von einer Familie und merkt schließlich, dass sich das Uhrwerk weiter dreht und er ihm nicht entrinnen kann.

### Das 21. Kapitel
Die ursprüngliche Buchfassung enthält drei Teile mit je sieben Kapiteln. Burgess wählte bewusst die Zahl 21, da sie ehemals Volljährigkeit symbolisierte. Der Verlag in New York wollte jedoch das 21. Kapitel streichen, und Burgess musste zusagen, da er das Geld brauchte. Andernorts erschien das Buch mit allen 21 Kapiteln. Da Stanley Kubrick die US-Version verfilmte, fehlt in seinem Film das eigentlich von Burgess intendierte Ende.
Im 21. Kapitel sieht Alex ein, dass es so in seinem Leben nicht weitergehen kann, und findet ohne äußeren Einfluss den rechten Weg; das wurde in den USA als „zu britisch“ bewertet, und man wollte bewusst ein pessimistischeres Ende. Burgess schreibt: “My book was Kennedyan and accepted the notion of moral progress. What was really wanted was a Nixonian book with no shred of optimism.” (deutsch: „Mein Buch entsprach Kennedy’schen Ansichten und akzeptierte die Idee eines moralischen Fortschritts. Was man wirklich wollte, war ein Buch passend zu Nixon ohne einen Funken Optimismus.“)

### Charaktere
- Alex: Protagonist; intelligenter, aber gewalttätiger Anführer einer Jugendbande („Droogs“)
- Dim (In der Übersetzung von Wolfgang Krege „Doofie“ genannt), Georgie und Pete: Mitglieder einer Jugendbande – die „Droogs“
- Mr. Deltoid: Alex’ Sozialarbeiter
- F. Alexander: Menschenrechtler und Autor eines Roman mit dem Titel „A Clockwork Orange“
- Dr. Brodsky: Psychologe, der Alex mit der sogenannten Ludovico-Technik behandelt

### Nadsat
Seine Sprache ist ein auf der Basis des Russischen konstruierter Jugendslang. Aus dem russischen golowa (Kopf) macht Burgess gulliver, aus choroscho (gut) horrorshow und aus sluschat (hören) slooshy. Diese Sprache und ihre Kunstwörter, die so eingesetzt sind, dass man sie auch entschlüsseln kann, wenn man nicht Russisch versteht, tragen wesentlich zum Leseerlebnis bei.

## Moralische Fragestellung
Burgess stellt in diesem Roman die Frage, ob es schlechter ist, den Menschen zum Gutsein zu konditionieren oder ihm die Freiheit zu lassen, böse zu sein. Burgess steht auf der Seite der Freiheit. In diesem Sinn ist „A Clockwork Orange“ eine Fortführung der Debatte zwischen Augustinus von Hippo und Pelagius, ob der Mensch von Geburt an schlecht sei (Erbsünde) und sich verbessern müsse, oder ob er die freie Wahl hätte zwischen Gut und Böse. Im Pelagianismus ist die Gnade Gottes gegenüber dem freien Willen, Gutes oder Böses zu tun, nur zweitrangig.
Witzig und unterhaltsam ist der Roman trotz aller Brutalität vor allem durch die Sprache und die Art, wie der Protagonist aus der Ich-Perspektive dargestellt wird. Alex hat überhaupt keine innere moralische Instanz und ist unfähig zur Empathie. Er ist intelligent und liebt Musik, vor allem Ludwig van Beethoven. In einem Zeitungsartikel liest Alex, dass ein Theoretiker meint, man könne die heutige Jugend besser in den Griff bekommen, wenn man sie für Künste interessiere. Alex kann darüber nur lachen, denn Musik (und gerade in seinem Fall die als kultivierter als die Rock-Musik eingestufte klassische Musik) erweckt in ihm umso mehr bestialische Gelüste (vgl. Kapitel I, 4).

## Fortsetzung
Ende April 2019 wurde bekannt, dass im Nachlass von Anthony Burgess ein angeblich unveröffentlichtes Manuskript mit dem Arbeitstitel The Clockwork Condition, welches 1972–1973 geschrieben wurde, gefunden wurde. Das Magazin The New Yorker hatte bereits im Juni 2012 einen Text mit dem Titel The Clockwork Condition veröffentlicht, den Burgess im Jahr 1973 verfasst hatte.

## Sonstiges
- 1965 ließ sich Andy Warhol von dem Werk zu seinem Film Vinyl inspirieren.
- 1967 plante der Fotograf Michael Cooper zusammen mit dem Drehbuchautor Terry Southern die erste Verfilmung des Romans. Die Rolle des Alex sollte Mick Jagger von den Rolling Stones spielen. Die anderen Bandmitglieder, Keith Richards, Brian Jones, Bill Wyman und Charlie Watts, waren als Darsteller der Bande vorgesehen. Das auch von Andrew Loog Oldham[8] gewollte Projekt wurde nie verwirklicht. Southern empfahl den Roman später weiter an Stanley Kubrick.[9]
- Das Buch ist Grundlage und Thema des 1988 von der Band Die Toten Hosen veröffentlichten Albums Ein kleines bißchen Horrorschau mit dem Lied Hier kommt Alex.
- Am 7. November 1995 sendete der MDR eine Hörspielbearbeitung von Wolfgang Rindfleisch unter dem Titel Uhrwerk Orange. Sie gewann 1996 den Kurd-Laßwitz-Preis als bestes Hörspiel des Jahres 1995.
- Es gibt eine Bühnenfassung von der Royal Shakespeare Company.
- 2009 veröffentlichte die Metalband Sepultura das Album A-Lex, das die Geschichte von Alex zum Thema hat.
- 2022 wurde der Roman in die „Big Jubilee Read“-Liste von 70 Büchern von Commonwealth-Autoren aufgenommen, die zur Feier des Platinjubiläums von Elizabeth II. ausgewählt wurden.
- Die Drughi, eine Ultrà-Gruppierung des italienischen Fußballvereins Juventus Turin, haben sich nach den Droogs benannt.
- Auch die Gruppe Droogs 99 aus der Fanszene von Eintracht Frankfurt entlieh ihren Namen dem Uhrwerk Orange.

## Ausgaben
Englische Originalausgaben
- 1962: UK, William Heinemann, 1962, Erstausgabe
- 1962, US, W. W. Norton & Co Ltd 1962,

Deutsche Ausgaben und Übersetzungen
- Uhrwerk Orange. Roman. (= Heyne-Bücher. Band 928). 1. Auflage. Heyne, München 1972, DNB 730199010 (Originaltitel: A clockwork orange. Übersetzt von Walter Brumm).
- Die Uhrwerk-Orange. Roman. Klett-Cotta, Stuttgart 1993, ISBN 3-608-93519-3 (Originaltitel: Clockwork orange. Übersetzt von Wolfgang Krege).
- Clockwork Orange. Roman (= Heyne-Bücher, Heyne Allgemeine Reihe. Band 10496). Heyne, München 1997, ISBN 3-453-13079-0 (Originaltitel: Clockwork orange. Übersetzt von Wolfgang Krege, mit Glossar).
- A Clockwork Orange (= Reclams Universal-Bibliothek. Band 9281 Fremdsprachentexte). Reclam, Ditzingen 1992, ISBN 3-15-009281-7 (englisch, mit Vokabelangaben und Anhang).
- Clockwork Orange. Die Urfassung. Herausgegeben und mit einem Nachwort versehen von Andrew Biswell. Klett-Cotta, Stuttgart 2013, ISBN 978-3-608-93990-3 (Originaltitel: Clockwork Orange. Übersetzt von Ulrich Blumenbach).

Musical
- Anthony Burgess: A Clockwork Orange: A Play with Music. Hutchinson 1987.

Hörbuch
- Hörspielfassung von mdr, Mitteldeutscher Rundfunk 1995 auf CD: Uhrwerk Orange, Der Audio Verlag, Berlin 2005, ISBN 978-3-89813-480-4 (Produktion: Anthony Burgess. Mit Martin Olbertz, Winfried Glatzeder u. v. a. Regie und Hörspielbearbeitung: Wolfgang Rindfleisch).
- als ungekürzte Lesung: Clockwork Orange, gelesen von Benno Fürmann, 6 CDs, 352 Minuten, Random House Audio Editionen, Köln 2012, ISBN 978-3-8371-1737-0.

## Dokumentarfilm
- „Clockwork Orange“ – Im Räderwerk der Gewalt. Regie: Benoit Felici und Elisa Mantin, Arte, 55 Min., 2023[10]